# سائل ممغنط

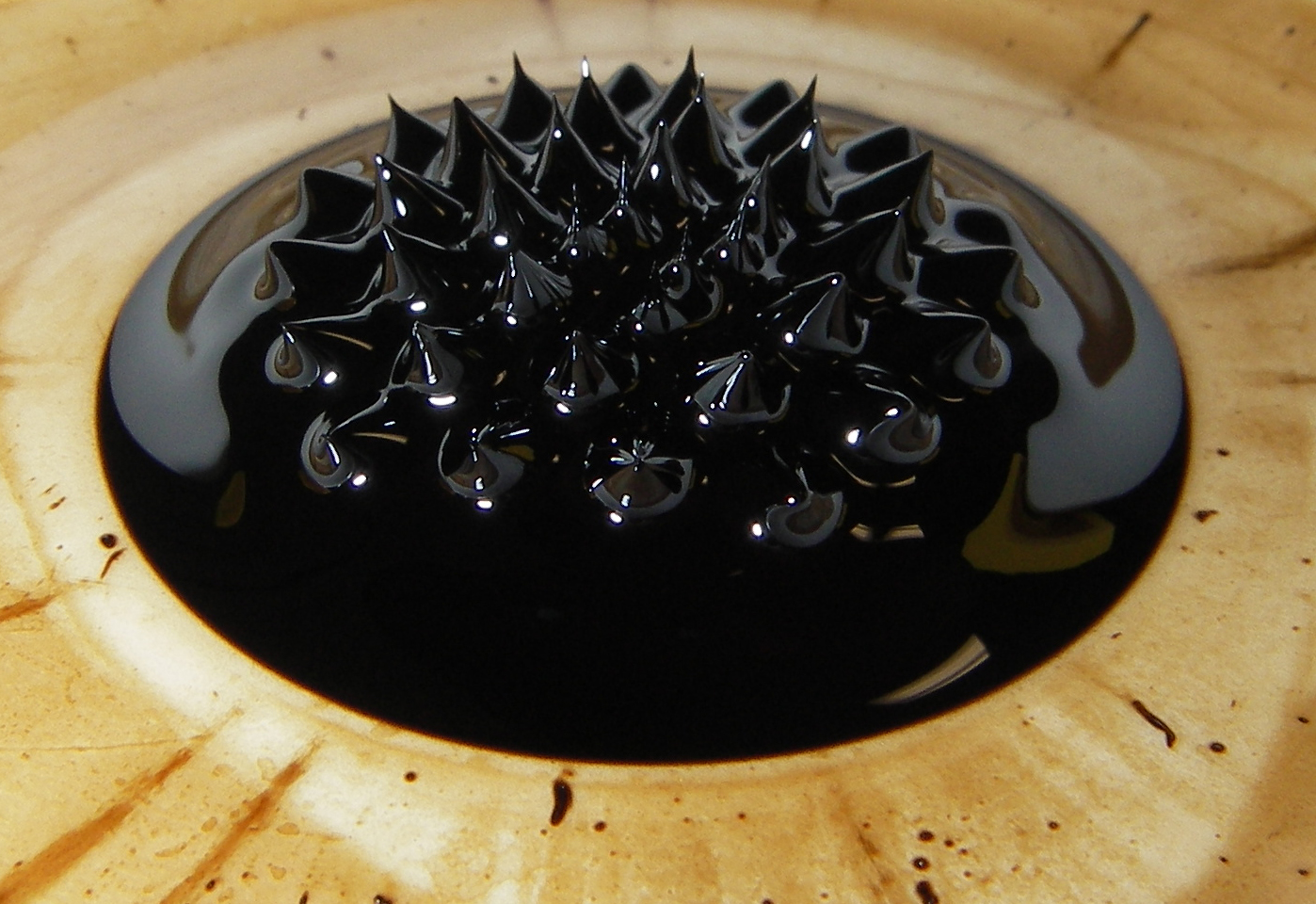

السوائل الممغنطة (بالأنكليزية:Ferrofluid) هي سوائل لها خواص مغناطيسية عندما تقع في نطاق مغناطيسي، وتسمى أيضا السوائل الممغنطة الحديدية.
وقد اكتسبت هذه الخواص المغناطيسية عن طريق النانو تكنولوجي والتي مكنت من حقن سوائل بجزيئات من أكسيد الحديد المغناطيسي يصل حجمها إلى 10 نانومتر (النانومتر هو جزء من مليار جزء من المتر) وهو ما يمكنها من عدم تغيير طبيعتها السائلة.

## الشكل وآلية العمل
عند درجة حرارة الغرفة، تبدو ذرات الحديد وكأنها قضبان مغناطيسية متطابقة بأحجام دون النانومتر. والبناء البلوري للحديد الصلب هو من النوع الذي يماثل وضع قطعة من المعدن (كمسمار مثلًا) في مجال مغناطيسي، فإن الذرات المغناطيسية التي ستميل إلى الاصطفاف على طول المجال المغناطيسي سوف تحافظ على اتجاهها المستحدثّ، حتى بعد إزالة المجال المغناطيسي. وسيتحول المسمار نفسه إلى قضيب مغناطيسي كبير. وبالتالي، فإن المواد التي تحمل تنظيماً مغناطيسياً في غياب المجال المغناطيسي الخارجي اسمها مستوحى من اسم الحديد، وهو المغناطيسية الحديدية، أو مجرد المغناطيسية كاختصار. في العدد الصادر يوم 12 ديسمبر من الطبعة الدولية من مجلة الطبيعة، أورد مِرتلي وزملاؤه مشاهداتهم للخواص المغناطيسية الحديدية في تزاوج جديد بين جسيم وسائل.
تعتبر السوائل الممغنطة واحدة من أجمل تطبيقات المواد المغناطيسية الحديدية، وهي بمثابة معلَّقات من جسيمات مغناطيسية دون المايكرومتر في مذيبات عضوية مثل الكيروسين، مع صابون فعّال سطحي (Surfactant)؛ للإبقاء على الجسيمات متفرقة. تستجيب تلك الجسيمات المغناطيسية في السائل الممغنط للمجال المغناطيسي عبر التوجه على طول المجال المغناطيسي، وبالتالي فإن المجال المغناطيسي يستطيع أن يبذل قوة فائقة على السائل، فيغيِّر تمامًا شكل السائل الذي يتحرك؛ ليملأ الفراغات داخله بأقصى ما يمكن بالمجال. هذه التأثيرات غريبة ومفيدة في نفس الوقت، ولها تطبيقات عديدة، بدءًا من مشغلات الأقراص المدمجة، حتى الموانع الفراغية الدائرية (Rotary vacuum seals) وتقنيات إخماد الصوت.
ومع ذلك فإن الخاصية المهمة للسوائل الممغنطة ـ على الرغم من استجابتها المثيرة للمجالات ـ هي انعدام الخاصية المغناطيسية الحديدية عند الأحجام الكبيرة. فعلى الرغم من أن جزيئاتها الدقيقة ذات خواص مغناطيسية، إلا أنه عند زوال المجال المغناطيسي الخارجي يتبدد المجال المغناطيسي المستحثّ الموزَّع على أنحاء السائل التي تحتوي على أجسام عدة. ومادة كهذه ـ بلا آثار للمغنطة في غياب المجال ـ تسمى مادة مغناطيسية متوازية (Paramagnetic). وحين يتم تسخين الحديد فوق درجة 1050 كلفنًا، وهي النقطة التي يحدث فيها تشتيت حراري لاتجاهات العزم المغناطيسي الذري، يصير الحديد أيضًا مغناطيسًا متوازيًا.
تكون السوائل الممغنطة ذات خاصية مغناطيسية متوازية بسبب التشتت الحراري لاتجاه الجسيمات عند درجة حرارة الغرفة، ولوجود ميل لدى الجسيمات المغناطيسية في المعلَّق لتنظيم نفسها في أزواج أو جماعات، بحيث تلغي صافي المجال المغناطيسي الذي تنتجه. وأيّ شخص تعامل مع القضبان المغناطيسية يعرف الطريقة التي تقوم بها القضبان بالإطباق على بعضها مع وجود أقطابها المغناطيسية في اتجاهات متعاكسة، ليلغي كل منهما العزم المغناطيسي للآخر، إلا أن مثال الحديد يُظهر أن الخاصية المغناطيسية الحديدية مثيرة ومفيدة.
وباستخدام مجال مغناطيسي يمكن تشكيلها وتحريكها مثل ما نشاهده في أفلام الخيال العلمي.

## سائل مغناطيسي جديد
لطالما طرح التساؤل هل يمكن صناعة سوائل ممغنطة بخصائص مختلفة؟ في دراسة حديثة نشرتها مجلة Science قام مجموعة من المهندسين بصناعة سائل دائم المغنطة باستخدام طابعة ثلاثية وميزة المادة الجديدة امكانيتها على الحفاظ على خواصها المغناطيسية حتى في حالة غياب تأثير المجال المغناطيسي الخارجي ففي حالة السوائل الممغنطة الاعتيادية ما أن يتم إبعاد مصدر المجال المغناطيسي تتبعثر الجزيئات النانوية ويتخذ السائل شكلا مختلفا (هلامي) أما في حالة السائل الجديد تبدأ الجزيئات النانوية بالتراصف والدوران تجاه بعضها بتناغم ودون فقدان لشيء من الخصائص ويمكنه أيضا أخذ اشكال مختلفة دائرية اسطوانية مستطيلة أو متراصفة كالسلك وبما أن السائل يمكن التحكم به عن طريق مجال مغناطيسي خارجي مسلط فهو يفتح آفاقا جديدة لتكنولوجيا احدث كالتحكم بالروبوتات أو الخلايا الصناعية، والجدير بالذكر ان هذا السائل الجديد يحتوي  على جزيئات اوكسيد الحديد النانوية الموجودة ذاتها في السوائل الممغنطة الاعتيادي